# Battling Bates
Battling Bates er en amerikansk stumfilm fra 1923 af Webster Cullison.

## Medvirkende
- Edmund Cobb som Fred Porter
- Florence Gilbert
- Ashton Dearholt